# Tony Garnier
Tony Garnier (Lyon, 1869. augusztus 13. – Roquefort-la-Bédoule, 1948. január 19.) francia építész és várostervező. Az anyagokat újszerűen  használta fel. Számos lyoni épületén túl elkészítette Lyon urbanisztikai fejlesztési tervét is, amelyben a modern "ipari város" koncepcióját fejtette ki. Az egyes épületegyütteseket amolyan "kis városnak" tekintette.

## Életpályája
- Egy műszaki rajzoló gyermeke volt. 46 éves korában, 1915-ben vette feleségül a 21 évvel fiatalabb Catherine La Ville-t. Tanulmányait Lyonban végezte. A szépművészeti főiskolán mesterei Paul Blondel és  Louis Henri Georges Scellier de Gisors voltak. Hat eredménytelen próbálkozás után elnyerte a római nagydíjat[13] 1899-ben.
- Épületei és városrendezési tervei egyaránt Lyonhoz kapcsolódnak.

## Főbb megvalósult tervei
- Híres alkotása a lyoni vágóhíd számára készült igen nagy fesztávolságú csarnok (1913)
- A L'Hôpital Édouard-Herriot (korábban Grange-Blanche) kórház (1911-1933), place d'Arsonval, Lyon (3. kerület)
- A lyoni stadion vasbeton lelátói(1914-1926), Lyon (7. kerület)
- Az "États-Unis" ("Egyesült Államok") városnegyed  (1919-1933), Lyon (8. kerület)
- A Villa de madame Garnier és a Villa de Tony Garnier Lyonban a Rue de la Mignonne utcában (8. kerület)
- Boulogne-Billancourt, városháza.

## Emlékezete
- Roquefort-la-Bédoule-ban hunyt el 1948-ban. Hamvait 1949-ben Lyonba szállították és ott temették el.[14]
- Hatott a holland várostervezőkre is, így Cornelis van Eesterenre, az Amszterdam nyugati részén fekvő   Slotermeer-negyed tervezőjére.
- Emlékét múzeum őrzi Lyon "États-Unis" negyedében.

## Bibliográfia
- Louis Piessat, Tony Garnier 1869-1948, Lyon, Presses Universitaires de Lyon, 1988, 196 p.
- Alain Guiheux et Olivier Cinqualbre (dir.), Tony Garnier : l'œuvre complète, kiállítási katalógus, Párizs, Centre Georges Pompidou, 7 mars - 21 mai 1990, Paris, Centre Georges Pompidou, 1990, 254 p.
- Institut français d'architecture, Archives d'architecture du vingtième siècle, p. 172-173, Pierre Mardaga éditeur, Liège, 1995 ISBN 2-87009-446-9
- Gérard Bruyère, "Tony Garnier (1869-1948) et André Vermare (1869-1949) : témoignages retrouvés d’un bref compagnonnage artistique", Bulletin municipal officiel de la ville de Lyon,  (23 juillet 2000), 2 p. ;  (30 juillet 2000), 2 p.
- Philippe Dufieux, Sculpteurs et architectes à Lyon (1910-1960) de Tony Garnier à Louis Bertola, Lyon, Éditions Mémoire active, 2007, préface de Jean-Michel Leniaud, 141 p., ISBN 978-2-908185-61-4
- Philippe Dufieux et Jean-Michel Leniaud (dir.), Tony Garnier, la Cité industrielle et l'Europe, actes du colloque international, Lyon, Conseil d'Architecture d'Urbanisme et de l'Environnement du Rhône, 28 et 29 novembre 2008, Lyon, CAUE, 2009, 319 p., ISBN 978-2-912533-18-0
- Gérard Bruyère, "Tony Garnier et Henri Focillon : rencontre dans un jardin clos", dans Philippe Dufieux et Jean-Michel Leniaud (dir.), Tony Garnier, la cité industrielle et l'Europe, actes du colloque international, Lyon, Conseil d'Architecture d'Urbanisme et de l'Environnement du Rhône, 28 et 29 novembre 2008, Lyon, CAUE, 2009, p. 250-285, ill. en noir et en coul
- Gérard Bruyère, "Hygiénisme, spéculation foncière et cinéma, à propos du projet de désaffectation de l'Hôtel-Dieu de 1905", dans L'Hôtel-Dieu de Lyon, bulletin hors série de la société académique d'architecture de Lyon, mai 2012, p. 108-117, 4 fig. en coul.
- Jorge León, "Carne de Matadero: El colaboracionismo de los poderes públicos durante la Exposición Internacional de Lyon bajo ideología higiénico-progresista[halott link] ». Seminario Internacional sobre Eventos Mundiales y Cambio Urbano, EMCU - Universidad de Sevilla, 26-28 Noviembre 2012, ISBN 84-695-6462-5, p. 141–151.
- Pierre Gras, "Tony Garnier" Éditions du Patrimoine / Centre des Monuments Nationaux, Paris 2013 ISBN 978-2-7577-0272-7
- Philippe Dufieux, "Tony Garnier et l'Exposition de 1914", dans Lyon centre du monde ! L'Exposition internationale urbaine de 1914, kiállítási katalógus, Lyon, musées Gadagne, 21 novembre 2013 - 27 avril 2014, Maria-Anne Privat-Savigny (dir.), Lyon, Fage éditions, 2013, p. 64-77, ISBN 978-2-84975-305-7